# Cessna 185 Skywagon
Cessna 185 Skywagon — американский лёгкий самолёт компании «Cessna».

## История
Прототип Cessna 185 Skywagon впервые поднялся в воздух в июле 1960 года, а первая серийная модель была завершена в марте 1961 года. Cessna 185 — это высокоплан с неубирающимся обычным шасси и хвостовым колесом.
Было построено более 4400 самолётов этой модели, производство было прекращено в 1985 году.

## Конструкция

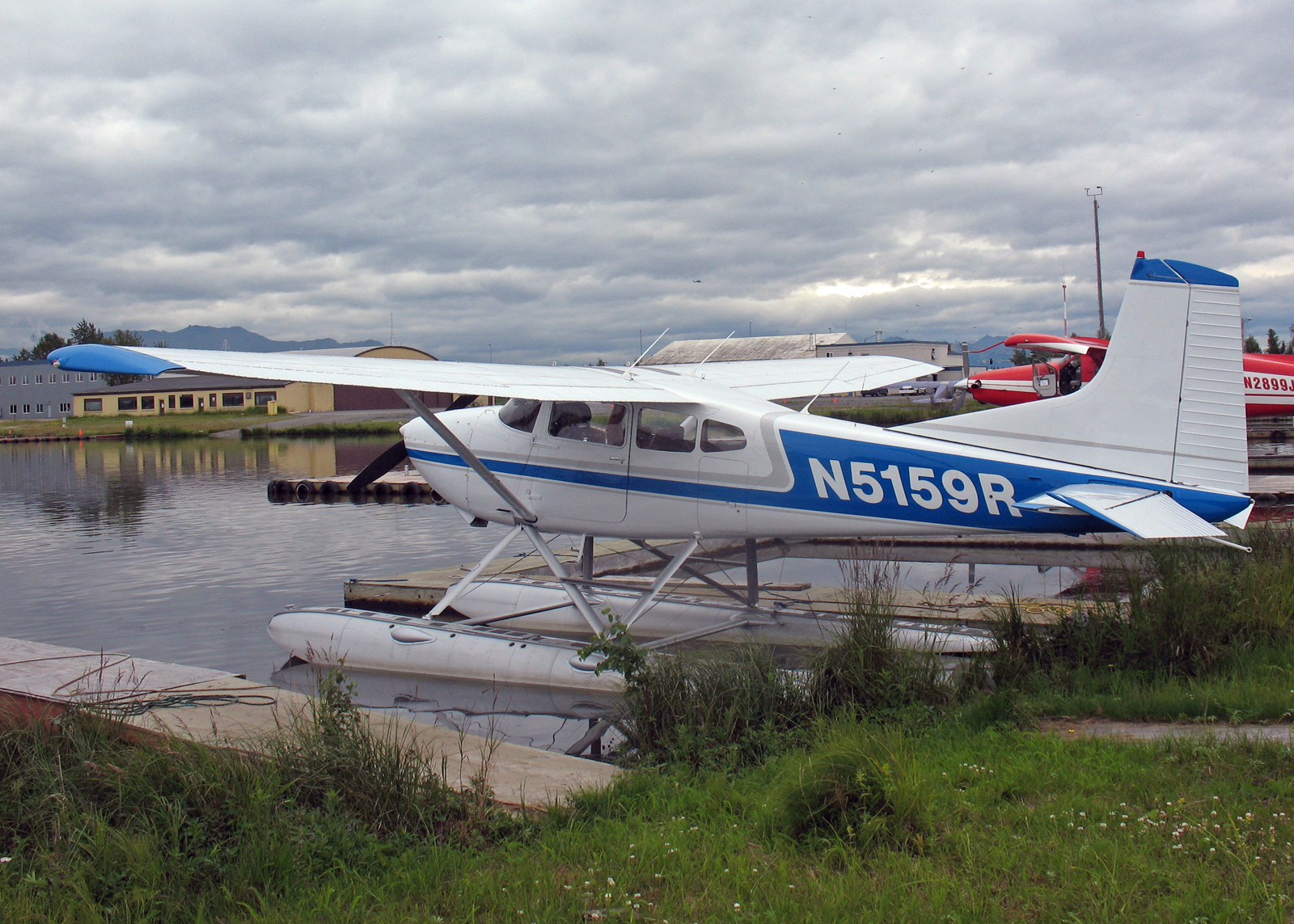
Cessna A185F на поплавках

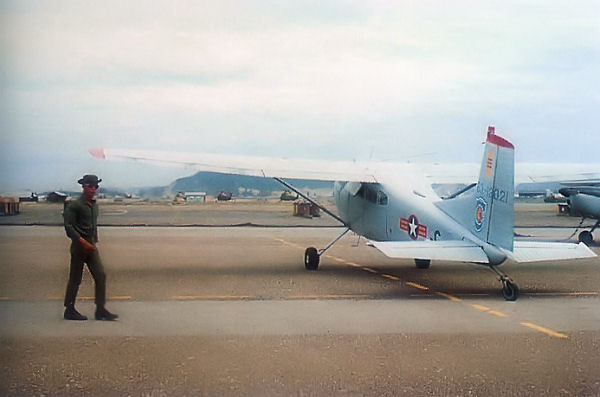
Самолёт Cessna U-17A ВВС Республики Вьетнам (RVNAF) на авиабазе Нячанг

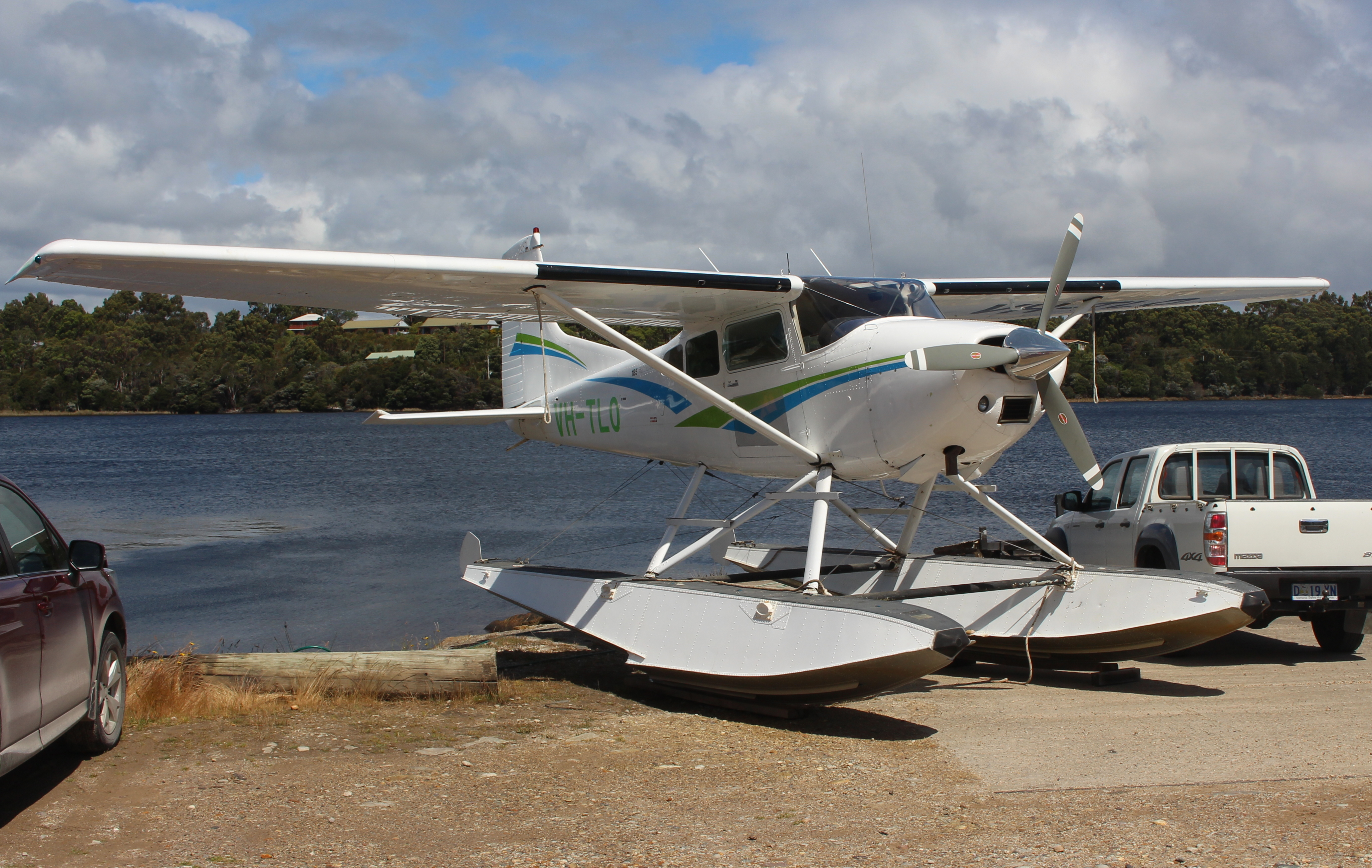
Cessna 185 на прямых поплавках

Самолёт по сути представляет собой Cessna 180 Skywagon с усиленным фюзеляжем. Главным внешним отличием стал увеличенный для лучшей путевой устойчивости при эксплуатации с поплавковым шасси форкиль, и наличие двигателя Continental IO-520-D мощностью 300 л. с. (224 кВт), в отличие от Continental O-470-S мощностью 230 л. с., установленного на Cessna 180. Количество окон по бокам шестиместной кабины увеличили с 2 до 3.
Skywagon мог оснащаться колёсными, лыжными, колёсно-поплавковыми или поплавковыми шасси. Вариант модели 185 AgCarryall добавляет нижний резервуар для химикатов на 151 галлон (572 л) и съёмные штанги опрыскивателя для применения с воздуха. Также под фюзеляжем можно разместить грузовой отсек, который может нести дополнительные 136 кг.

## Эксплуатация
Cessna 185 широко использовался в сельскохозяйственной авиации, в коммерческой перевозке пассажиров и грузов на малые взлётно-посадочные полосы, с поплавками совершал посадки на озёра и с лыжами на снежные поля, в основном в Канаде и на Аляске.

## Модификации

### Гражданский вариант
185 SkywagonШестиместный лёгкий самолёт с высокорасположенным крылом, оснащён двигателем Continental IO-470-F мощностью 260 л. с.
185A SkywagonШестиместный лёгкий самолёт с высокорасположенным крылом, оснащён двигателем Continental IO-470-F мощностью 260 л. с.
185B SkywagonШестиместный лёгкий самолёт с высокорасположенным крылом, оснащён двигателем Continental IO-470-F мощностью 260 л. с.
185C SkywagonШестиместный лёгкий самолёт с высокорасположенным крылом, оснащён двигателем Continental IO-470-F мощностью 260 л. с.
185D SkywagonШестиместный лёгкий самолёт с высокорасположенным крылом, оснащён двигателем Continental IO-470-F мощностью 260 л. с.
185E SkywagonШестиместный лёгкий самолёт с высокорасположенным крылом, оснащён двигателем Continental IO-470-F мощностью 260 л. с.
A185E Skywagon и AgCarryallШестиместный лёгкий и сельскохозяйственный самолёт с высокорасположенным крылом, оснащён двигателем Continental IO-520-D мощностью 300 л. с. (224 кВт), полной массой 1520 кг.
A185F Skywagon и AgCarryallШестиместный лёгкий и сельскохозяйственный самолёт с высокорасположенным крылом, оснащён двигателем Continental IO-520-D мощностью 300 л. с.

### Военный вариант
U-17AВоенная версия Cessna 185E с поршневым двигателем Continental IO-470 -F мощностью 260 л. с. (194 кВт).
U-17BВоенная версия Cessna A185E с поршневым двигателем Continental IO-520 -D мощностью 300 л. с. (224 кВт).
U-17CЧетырехместный лёгкий служебный самолёт с поршневым двигателем Continental IO-470-L.

## Аварии и катастрофы
19 августа 1989 года самолёт Cessna A185E Skywagon потерпел крушение вскоре после прерванной посадки в прибрежном аэропорту, расположенном недалеко от Мертл-Гроув, Флорида. Защёлка сиденья пилота соскользнула с крепления, в результате чего пилот непреднамеренно остановил самолёт. Пилот и два пассажира на борту получили тяжёлые травмы. Результатом судебного разбирательства по делу об ответственности за качество продукции, завершившегося двенадцать лет спустя, стало судебное решение против Cessna на сумму 480 миллионов долларов. Позднее дело было урегулировано во внесудебном порядке, сумма не разглашается. Эта авария также повлекла за собой принятие ряда директив по лётной годности, которые коснулись всех когда-либо построенных малых Cessna.

## Технические характеристики

### Общие характеристики
- Экипаж: 1 пилот
- Вместимость: 5 пассажиров
- Длина: 7,85 м
- Размах: 10,92 м
- Площадь крыла: 16,2 м²
- Высота: 2,36 м
- Вес пустого: 793 кг
- Полная масса: 1520 кг
- Силовая установка: 1 × Continental IO-520-D , 300 л. с. (220 кВт)
- Пропеллеры: 2-лопастные с постоянной скоростью, диаметр 2,08 м

### Лётные характеристики
- Максимальная скорость: 287 км/ч
- Крейсерская скорость: 269 км/ч
- Скорость сваливания: 91 км/ч
- Дальность: 1330 км
- Практический потолок: 5230 м